# Lemonade
Lemonade ist das sechste Studioalbum der US-amerikanischen Sängerin Beyoncé, das im April 2016 erschien.

## Entstehung und Veröffentlichung
Die Erstveröffentlichung von Lemonade erfolgte am 23. April 2016 bei Columbia Records. Das Album erschien in seiner Originalausführung zum Download und Streaming (Katalognummer: 88644588499) mit zwölf Titeln. Am 6. Mai 2016 erschien es erstmals als CD mit Bonus-DVD (Katalognummer: 88985336822). Im September 2017 folgte erstmals die Veröffentlichung als LP (Katalognummer: 88985446751). Das Album wurde auch in einer Limited Edition als Buch mit dem Titel How to make Lemonade veröffentlicht.
Lemonade ist das zweite „visuelle Album“ der Sängerin. Im Gegensatz zu ihrem ersten visuellen Album Beyoncé, das für jedes Lied ein Musikvideo enthält, wurde für Lemonade ein einstündiger Kurzfilm, der alle Lieder und die dazugehörigen Videos zeigt, auf HBO ausgestrahlt. Genau wie das Vorgänger-Album wurde das Veröffentlichungsdatum nicht bekanntgegeben und das Album nach der Ausstrahlung des Kurzfilms auf dem Streaming-Dienst Tidal veröffentlicht. Parallel zur Veröffentlichung des Albums unternahm Knowles eine große Welttournee, die Formation World Tour, welche 250 Millionen US-Dollar einbrachte.
Geschrieben und produziert wurden die Lieder von der Interpretin selbst, zusammen mit verschiedenen Koautoren und -produzenten. Bei der Produktion und dem Schreibprozess waren namhafte Musiker wie James Blake, Wesley Pentz (Diplo), Justin Smith (Just Blaze), Michael Williams (Mike Will Made It) oder auch Jack White. Auf dem Album sind zudem Gastauftritte von James Blake, Kendrick Lamar, The Weeknd und Jack White zu hören.

## Inhalt
Zwischen den einzelnen Liedern zitiert Knowles Gedichte der Lyrikerin Warsan Shire aus deren Debütband Teaching my mother how to give birth. Diese Gedichte bilden laut The New York Times das Rückgrat des Albums.

## Titelliste

### Album
1. Pray You Catch Me – 3:16
2. Hold Up – 3:41
3. Don’t Hurt Yourself – 3:53 (feat. Jack White)
4. Sorry – 3:52
5. 6 Inch – 4:20 (feat. The Weeknd)
6. Daddy Lessons – 4:48
7. Love Drought – 3:57
8. Sandcastles – 3:02
9. Forward – 1:19 (feat. James Blake)
10. Freedom – 4:50 (feat. Kendrick Lamar)
11. All Night – 5:22
12. Formation – 3:26

### Videoalbum
1. Lemonade – 1:05:22

## Singleauskopplungen
Obwohl nur fünf Titel als Single ausgekoppelt wurden, schafften es alle Lieder aufgrund von Downloads und Streaming in die Charts. Als ersten Titel veröffentlichte Knowles Formation; diesen sang sie gemeinsam mit Chris Martin und Bruno Mars beim Super Bowl 2016. Als Nachfolge-Single veröffentlichte sie Sorry. Dieser Titel machte Schlagzeilen, da sie in dem Lied eine vermeintliche Affäre ihres Mannes Jay-Z anspricht. Weitere Veröffentlichungen sind Hold Up, Freedom mit Rapper Kendrick Lamar und All Night.
Singles in den Charts

| Jahr | Titel               | Höchstplatzierung, Gesamtwochen, AuszeichnungChartplatzierungen (Jahr, Titel, , Platzierungen, Wochen, Auszeichnungen, Anmerkungen) | Höchstplatzierung, Gesamtwochen, AuszeichnungChartplatzierungen (Jahr, Titel, , Platzierungen, Wochen, Auszeichnungen, Anmerkungen) | Höchstplatzierung, Gesamtwochen, AuszeichnungChartplatzierungen (Jahr, Titel, , Platzierungen, Wochen, Auszeichnungen, Anmerkungen) | Höchstplatzierung, Gesamtwochen, AuszeichnungChartplatzierungen (Jahr, Titel, , Platzierungen, Wochen, Auszeichnungen, Anmerkungen) | Höchstplatzierung, Gesamtwochen, AuszeichnungChartplatzierungen (Jahr, Titel, , Platzierungen, Wochen, Auszeichnungen, Anmerkungen) | Anmerkungen                                                                         |
| Jahr | Titel               | DE | CH | UK | US | R&B | Anmerkungen                                                                         |
| --- | ------------------- | --- | --- | --- | --- | --- | ----------------------------------------------------------------------------------- |
| 2016 | Formation           | DE74 (2 Wo.)DE | — | UK31 Gold · (3 Wo.)UK | US10 ×3Dreifachplatin · (7 Wo.)US                                                                                                   | R&B6 (17 Wo.)R&B | Erstveröffentlichung: 6. Februar 2016 Verkäufe: + 3.895.000                         |
| 2016 | Sorry               | — | — | UK33 Gold · (5 Wo.)UK | US11 ×3Dreifachplatin · (20 Wo.)US                                                                                                  | R&B4 (20 Wo.)R&B | Erstveröffentlichung: 3. Mai 2016 Verkäufe: + 3.755.000                             |
| 2016 | Hold Up             | — | — | UK11 Platin · (12 Wo.)UK | US13 ×3Dreifachplatin · (14 Wo.)US                                                                                                  | R&B6 (20 Wo.)R&B | Erstveröffentlichung: 16. August 2016 Verkäufe: + 3.918.400                         |
| 2016 | Freedom             | — | — | UK40 Silber · (3 Wo.)UK | US35 Platin · (2 Wo.)US | R&B21 (2 Wo.)R&B | Erstveröffentlichung: 9. September 2016 Verkäufe: + 1.265.000; feat. Kendrick Lamar |
| 2016 | All Night           | — | — | UK60 Silber · (2 Wo.)UK | US38 Platin · (2 Wo.)US | R&B23 (2 Wo.)R&B | Erstveröffentlichung: 6. Dezember 2016 Verkäufe: + 1.335.000                        |
| Folgende Lieder erschienen nicht als Single, wurden aber durch das Album zum Download und Streaming bereitgestellt und konnten somit eine Platzierung erlangen: |                     | | | | | |                                                                                     |
| |                     | | | | | |                                                                                     |
| 2016 | 6 Inch              | DE71 (1 Wo.)DE | — | UK35 (2 Wo.)UK | US18 Platin · (3 Wo.)US | R&B10 (4 Wo.)R&B | Charteinstieg: 29. April 2016 Verkäufe: + 1.105.000; feat. The Weeknd               |
| 2016 | Don’t Hurt Yourself | — | — | UK36 Silber · (2 Wo.)UK | US28 Platin · (2 Wo.)US | R&B16 (3 Wo.)R&B | Charteinstieg: 5. Mai 2016 Verkäufe: + 1.200.000; feat. Jack White                  |
| 2016 | Pray You Catch Me   | — | — | UK52 (2 Wo.)UK | US37 Gold · (2 Wo.)US | R&B22 (2 Wo.)R&B | Charteinstieg: 5. Mai 2016 Verkäufe: + 500.000                                      |
| 2016 | Sandcastles         | — | — | UK57 (2 Wo.)UK | US43 Gold · (2 Wo.)US | R&B27 (2 Wo.)R&B | Charteinstieg: 5. Mai 2016 Verkäufe: + 500.000                                      |
| 2016 | Love Drought        | — | — | UK69 (2 Wo.)UK | US47 Gold · (2 Wo.)US | R&B28 (2 Wo.)R&B | Charteinstieg: 5. Mai 2016 Verkäufe: + 500.000                                      |
| 2016 | Forward             | — | — | UK85 (1 Wo.)UK | US63 (1 Wo.)US | R&B30 (1 Wo.)R&B | Charteinstieg: 5. Mai 2016 feat. James Blake                                        |
| 2016 | Daddy Lessons       | — | CH73 (1 Wo.)CH | UK40 Silber · (2 Wo.)UK | US41 Platin · (2 Wo.)US | R&B26 (2 Wo.)R&B | Charteinstieg: 5. Mai 2016 Verkäufe: + 1.305.000                                    |

## Rezeption

### Rezensionen
| Professionelle Bewertungen | Professionelle Bewertungen |
| -------------------------- | -------------------------- |
| Kritiken                   |                            |
| Quelle                     | Bewertung                  |
| allmusic                   | [ 13 ]                     |
| The Daily Telegraph        | [ 14 ]                     |
| The Guardian               | [ 15 ]                     |
| The Independent            | [ 16 ]                     |
| Rolling Stone              | [ 17 ]                     |

Der Musikexpress meint, das Album sei „ein Film voll mit verstörend visueller Musik“. In ihm sei „Intimes ikonisch und Persönliches politisch“. Die Süddeutsche betont die „Verschmelzung von Vergangenheit und Gegenwart“. Lemonade sei ein politisches Statement, Beyoncés „Versuch, mit ihrer eigenen Vergangenheit klarzukommen“. Ihr sei „nicht nur eine abwechslungsreiche und trotz historischer Verästelungen wirklich erfrischende Pop-Platte“ gelungen, sondern „vor allem ein starker emanzipatorischer Akt“, den „man ganz und gar nicht auf Anspielungen zum Zustand der Ehe mit Jay-Z abklopfen“ müsse. Die Zeit schreibt, Lemonade sei ein „audiovisuelles Kunstwerk über die Kraft der Versöhnung“. Laut der Welt sei das Album Beyoncés „bisher größtes Werk, weit mehr als eine Songsammlung, nämlich ein klassisches Konzeptalbum“. Es gehe „um Rassismus, Feminismus und die Frage, wie es um die Ehe von Jay-Z und Beyoncé bestellt ist“.

### Preise
Lemonade erhielt viele Auszeichnungen, darunter den BET Award als Album des Jahres, den Billboard Music Award als bestes R&B-Album des Jahres, den Soul Train Award als Album des Jahres, den NAACP Image Award für das beste Album des Jahres und einen Grammy Award als bestes Contemporary-Album.

## Kommerzieller Erfolg

### Chartplatzierungen
| ChartsChartplatzierungen       | Höchstplatzierung | Wochen |
| ------------------------------ | ----------------- | ------ |
| Deutschland (GfK)              | 3 (22 Wo.)        | 22     |
| Österreich (Ö3)                | 9 (16 Wo.)        | 16     |
| Schweiz (IFPI)                 | 2 (24 Wo.)        | 24     |
| Vereinigte Staaten (Billboard) | 1 (87 Wo.)        | 87     |
| Vereinigtes Königreich (OCC)   | 1 (44 Wo.)        | 44     |

| ChartsJahrescharts (2016)      | Platzierung |
| ------------------------------ | ----------- |
| Deutschland (GfK)              | 70          |
| Schweiz (IFPI)                 | 32          |
| Vereinigte Staaten (Billboard) | 4           |
| Vereinigtes Königreich (OCC)   | 11          |

| ChartsJahrescharts (2017)      | Platzierung |
| ------------------------------ | ----------- |
| Vereinigte Staaten (Billboard) | 71          |

### Auszeichnungen für Musikverkäufe
Das Album verkaufte sich laut Quellen und Schallplattenauszeichnungen über fünf Millionen Mal.
| Land/Region                  | Auszeichnungen für Musikverkäufe (Land/Region, Auszeichnung, Verkäufe) | Verkäufe  |
| ---------------------------- | ---------------------------------------------------------------------- | --------- |
| Australien (ARIA)            | 2× Platin                                                              | 140.000   |
| Belgien (BRMA)               | Gold                                                                   | 15.000    |
| Brasilien (PMB)              | Platin                                                                 | 40.000    |
| Dänemark (IFPI)              | Platin                                                                 | 20.000    |
| Frankreich (SNEP)            | Gold                                                                   | 50.000    |
| Italien (FIMI)               | Gold                                                                   | 25.000    |
| Kanada (MC)                  | 2× Platin                                                              | 160.000   |
| Neuseeland (RMNZ)            | 2× Platin                                                              | 30.000    |
| Polen (ZPAV)                 | Platin                                                                 | 20.000    |
| Schweden (IFPI)              | Platin                                                                 | 30.000    |
| Schweiz (IFPI)               | Gold                                                                   | 10.000    |
| Vereinigte Staaten (RIAA)    | 4× Platin                                                              | 4.000.000 |
| Vereinigtes Königreich (BPI) | Platin                                                                 | 515.000   |
| Insgesamt                    | 4× Gold · 15× Platin ·                                                 | 5.055.000 |

Hauptartikel: Beyoncé/Auszeichnungen für Musikverkäufe